# Автомагістраль G50 Шанхай–Чунцін
Автомагістраль Шанхай–Чунцін (спрощ.: 上海—重庆高速公路), позначається як G50 і зазвичай називається швидкісною магістраллю Хую (спрощ.: 沪渝高速公路) — швидкісна дорога зі сходу на захід, яка з’єднує міста Шанхай, у дельті річки Янцзи, та Чунцін на заході Китаю. Швидкісна магістраль проходить через шість провінцій/муніципалітетів і прилягає до великих міст, таких як Уху, Аньцін, Ухань та Ічан, приблизно паралельно швидкісній автомагістралі G42 Шанхай-Ченду на півдні. Магістраль починається на розв’язці зовнішнього кільця Хуцінпін поблизу міжнародного аеропорту Хунцяо, де з‘єднується зі швидкісною автомагістраллю зовнішнього кільця S20 у Шанхаї, і закінчується на розв’язці в районі Цзянбей, де шосе з’єднується з автомагістраллю G75 Ланьчжоу-Хайкоу. Вона повністю завершена і охоплює 1900 км у довжину.

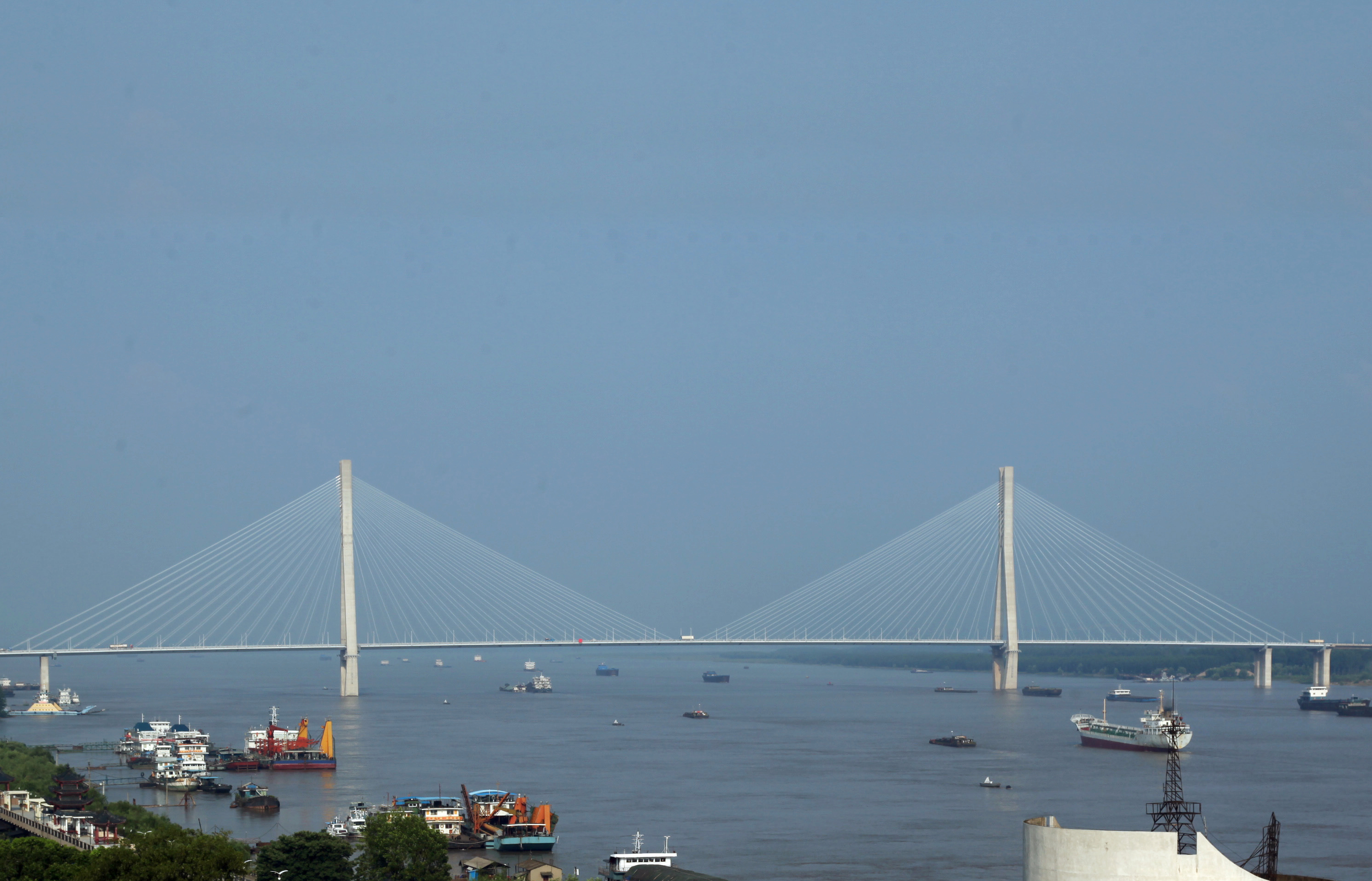
Міст Аньцін в Аньхой, перший з п'яти мостів через річку Янцзи на швидкісній магістралі G50

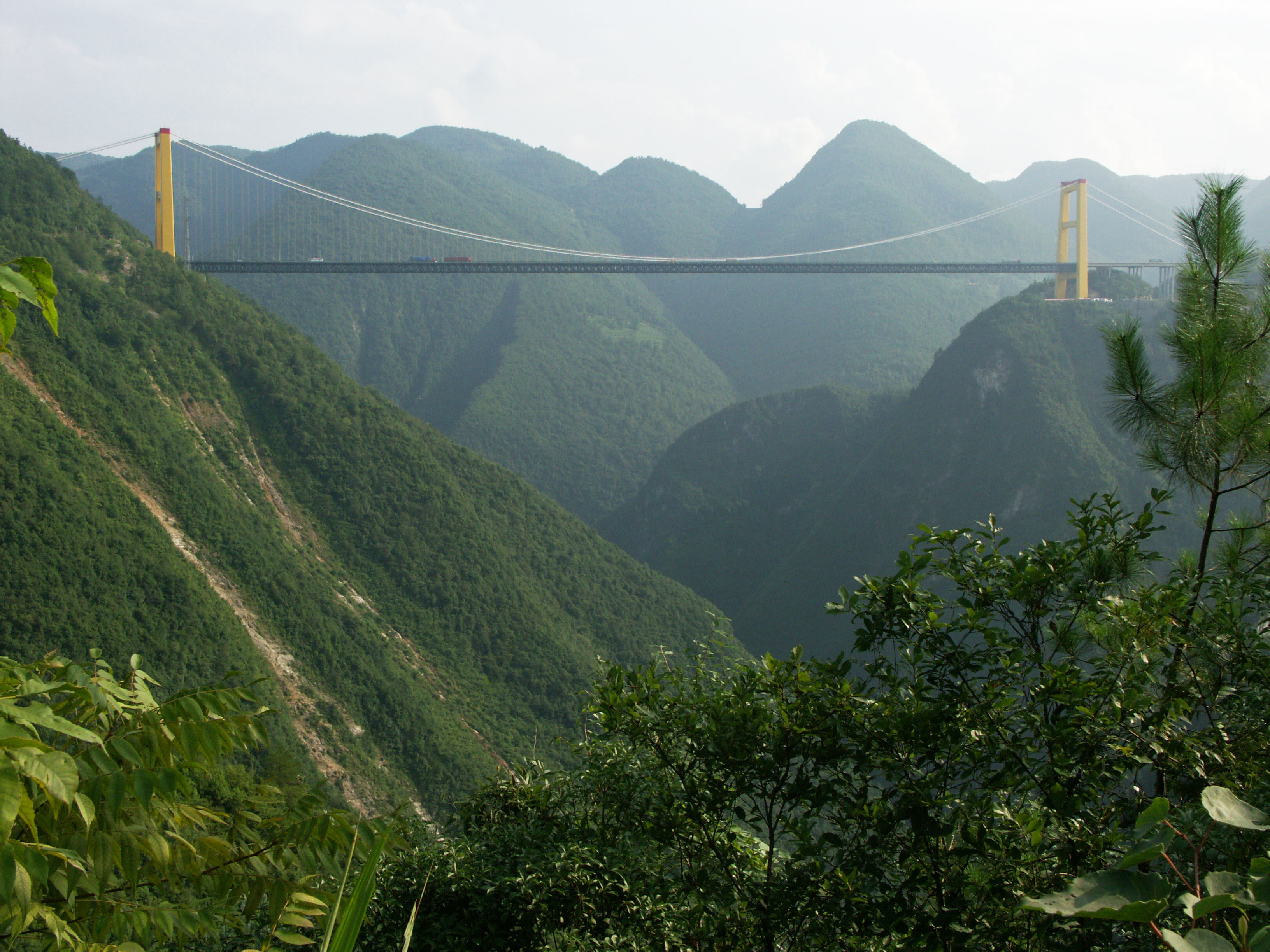
Міст через річку Сіду на швидкісній магістралі G50

## Опис маршруту
Швидкісна автомагістраль Шанхай–Чунцін починається на розв’язці з автомагістраллю зовнішнього кільця S20 і надземною дорогою Яньань поблизу міжнародного аеропорту Хунцяо. Вона проходить як шестисмугова автомагістраль до "Jiamin Elevated Road" з обмеженням швидкості 80 км/год. На захід від "Jiamin Elevated Road" G50 стає платною дорогою з шістьма смугами руху з обмеженням швидкості 120 км/год. Потім вона перетинається зі швидкісною автомагістраллю G15 Шеньян-Хайкоу через турбінну розв’язку та швидкісною автомагістраллю зовнішнього кільця Шанхая G1501, перш ніж виїхати з Шанхаю біля озера Дяньшань.
Ця частина G50 спочатку називалася швидкісна дорога Хуцінпін, завершена в 2008 році, і була позначена як Автошлях A9. Вона проходить приблизно паралельно шосе G318 у Шанхаї, яке спочатку називалося шосе Хуцінпін (спрощ.: 沪青平公路).
Швидкісна дорога ненадовго занурюється в Цзянсу як шестисмугова швидкісна дорога з обмеженням швидкості 120 км/год. Вона проходить переважно в межах району Уцзян у Сучжоу. Перетинається зі швидкісною автомагістраллю G15W Чаншу–Тайчжоу на захід від Великого каналу Пекін–Ханчжоу та продовжує об’їзд озера Тай на південь. Потім G50 в'їжджає в Чжецзян в історичне місто Наньсюнь в районі Наньсюнь. У Чжецзяні дорога стає платною, чотирисмуговою з обмеженням швидкості у 120 км/год. Після в’їзду в Чжецзян в район Наньсюнь магістраль проходить через місто Хучжоу на північ від центру міста. У місті Хунцяо на південний схід від округу Чансінь G50 зустрічається з автомагістраллю G25 Чанчунь-Шеньчжень і продовжує рух на захід до села Цзепай, де входить у провінцію Аньхой.